# Димче Аджимитрески
Димче Аджимитрески (на македонска литературна норма: Димче Аџимитрески) е деец на комунистическата съпротива във Вардарска Македония.

## Биография
Роден е през 1916 година в град Прилеп, тогава окупиран от Царство България по време на Първата световна война. През 1932 година влиза в Съюзна на комунистическата младеж на Югославия, а от 1935 година и в ЮКП. Ръководи Македонската младежка революционна организация. От края на 1941 година до края на 1942 година е член на Местния комитет на ЮКП за Скопие и Покрайненския комитет на СКМЮ за Македония. После е инструктор на Покрайненския комитет на ЮКП за Македония в Охрид и Струмица. От април 1943 до 8 септември 1944 година престоява в български затвор. От есента на същата година е назначен за организационен секретар на Местния комитет на ЮКП за Скопие. След Втората световна война става подпредседател на Върховния съд на СФРЮ. През 1948 година подкрепя Резолюцията на Информбюро за ЮКП. Според доклад на Васил Ивановски до ЦК на БКП, Аджимитрески е суспендиран от отговорния си пост в партията, тъй като искал да внесе в страната от България книгата „Кратък курс по историята на ВКП (б)“ на български език, тъй като още не била преведена на сръбски. Арестуван е и изпратен в Голи Оток от 1949 до ноември 1953 година.